# 重岡県
重岡県（じゅうこう-けん）は中華人民共和国江蘇省にかつて存在した県。現在の宿遷市泗洪県北西部に相当する。
隋初に設置され、隋末に廃止された。